# سبل السلام (سومطرة)
سبل السلام (بالإنجليزية: Subulussalam)‏ هي مدينة، تقع في إقليم آتشيه في جزيرة سومطرة الإندونيسية. ويبلغ عدد سكانها 78801 نسمة.

## التقسيمات الإدارية
- Longkib  [لغات أخرى]‏
- Penanggalan  [لغات أخرى]‏
- Rundeng  [لغات أخرى]‏
- Simpang Kiri  [لغات أخرى]‏
- Sultan Daulat  [لغات أخرى]‏.